# NGC 5549
NGC 5549 је лентикуларна галаксија у сазвежђу Девица која се налази на NGC листи објеката дубоког неба.
Деклинација објекта је + 7° 22' 37" а ректасцензија 14h 18m 38,7s. Привидна величина (магнитуда) објекта NGC 5549 износи 13,0 а фотографска магнитуда 14,0. NGC 5549 је још познат и под ознакама UGC 9156, MCG 1-36-36, CGCG 47-1, PGC 51118.